# Тельгман, Оскар
Оскар Фердинанд Тельгман (англ. Oscar Ferdinand Telgmann, 1855—1946) — канадский композитор, дирижёр, педагог и издатель конца XIX и первой половины XX века.

## Биография
Оскар Тельгман родился около 1855 года в Менгерингхаузене (Германский союз) и ребёнком эмигрировал с родителями в Канаду, где их семья поселилась в Кингстоне (Верхняя Канада, современная провинция Онтарио). Мать Оскара была профессиональной пианисткой, и все дети в семье получили музыкальное образование. После смерти отца в 1882 году Оскар, как старший сын, взял на себя заботу о братьях и сестрах. Он создал семейный ансамбль, Концертную труппу Тельгманов, который несколько лет гастролировал по стране.
В 1892 году Оскар Тельгман основал Кингстонскую музыкальную консерваторию и школу красноречия. Вместе со своей женой, Алидой Джексон, он руководил этой школой в течение четверти века. В 1895 году он начал выпуск ежемесячника «Канадская музыка и драма» (англ. Canadian Music and Drama). В 1914 году из членов семьи (несколько из его детей тоже стали профессиональными музыкантами) и учеников Тельгман сформировал первый в Кингстоне симфонический оркестр. Он возглавлял этот оркестр и продолжал свою педагогическую деятельность до ухода на покой в 1936 году. Он скончался в Торонто 30 марта 1946 года.

## Творчество
Наиболее известным произведением Тельгмана является оперетта «Лео, королевский кадет» (англ. Leo, The Royal Cadet). Оперетта была сочинена около 1889 года и впервые исполнена в том же году в Доме оперы Мартина (Кингстон). В 1891 году она была опубликована местным книгоиздателем. Начиная с 1893 года Тельгман и его жена регулярно ставили эту оперетту в различных городах Онтарио, а также в Ютике (штат Нью-Йорк). До 1925 года она прошла более 150 раз, причем последней постановкой дирижировала уже дочь Оскара Тельгмана Миньон. Отдельные сцены из неё были вновь представлены в 1982 и 1990 годах на музыкальном фестивале в Шароне (Онтарио), в Оттаве и в Торонто. В 2001 и 2010 году переработанная версия была поставлена Торонтским театром оперетты.
Тельгман сочинил ещё две оперетты, «Мельник и горничная» (англ. The Miller and the Maid) и «Король Сиама» (англ. King of Siam), а также ряд произведений малых жанров. Среди опубликованных произведений Тельгмана песня 1885 года «Наш премьер», посвященная Джону А. Макдональду, «Марш британских вигов» (англ. British Whig March, 1900) и марш «Талисман» (англ. The Mascot) регбийной команды университета Куинс.